# Bulweria
Bulweria es un género de aves de la familia Procellariidae. Incluye a tres especies de petrel, una de ellas extinta desde el siglo XVI. Estos petreles se distribuyen por las regiones oceánicas tropicales y subtropicales.

## Especies
Tiene descritas tres especies:

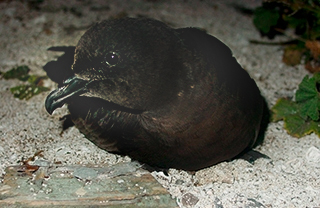
Petrel de Bulwer (Bulweria bulwerii).

- Petrel de Bulwer (Bulweria bulwerii) - océanos en zonas tropicales y subtropicales.
- Petrel de Jouanin (Bulweria fallax) - noroeste del océano Índico.
- Bulweria bifax (extinta) - solo se conoce de la isla de Santa Helena.